# Ил Сен Луи
Ил Сен Луи (на френски: Île Saint-Louis) е по-малкият от двата естествени острова на река Сена в центъра на Париж. Другият естествен остров е Ил дьо ла Сите.
Островът е наречен на френския крал Луи IX (Saint Louis).
Ил Сен Луи е предимно жилищен район, който е свързан с мостове към двата бряга на реката и с моста Пон Сен Луи към остров Ил дьо ла Сите.
В миналото е бил използван главно за паша на добитък и за добив на дървен материал. За разлика от Ил дьо ла Сите, чиято история датира от Средновековието, той е застроен чак през 17 век по време на Анри IV и Луи XIII.